# Рафаэль, Бенджамин
Бенджамин Рафаэль (англ. Benjamin Raphael; 8 ноября 1818, Ричмонд — 17 марта 1880) — американский врач и шахматист.
В 1857 году участвовал в 1-м американском шахматном конгрессе проходившем в Нью-Йорке.

## Спортивные результаты
| Год  | Город    | Соревнование | + | − | = | Результат                   | Место |
| ---- | -------- | --- | - | - | - | --------------------------- | ----- |
| 1857 | Нью-Йорк | 1-й американский шахматный конгресс 1/8 финала против Хирама Кенникотта 1/4 финала против Наполеона Мараша 1/2 финала против Луи Паульсена матч за 3-е место против Теодора Лихтенхайна |   |   |   | 3 из 5 3 из 2 0 из 2 0 из 3 | 4     |